# 劍
劍，是一种尖頭且雙邊開鋒的冷兵器，通常是借助其重量来斩击，亦可用来突刺。其结构主要为剑柄和剑身，在剑柄的底部有些有柄头好减少脱手机率和调节重心，而剑柄握柄的部分有些会用布料、绳索或钢线等材料卷起来止滑。剑身的部分在其边缘开刃，有些剑的剑身中间会有“血沟”来减轻重量，血沟学名作“樋”，用劍的方式稱為劍術。

## 定義

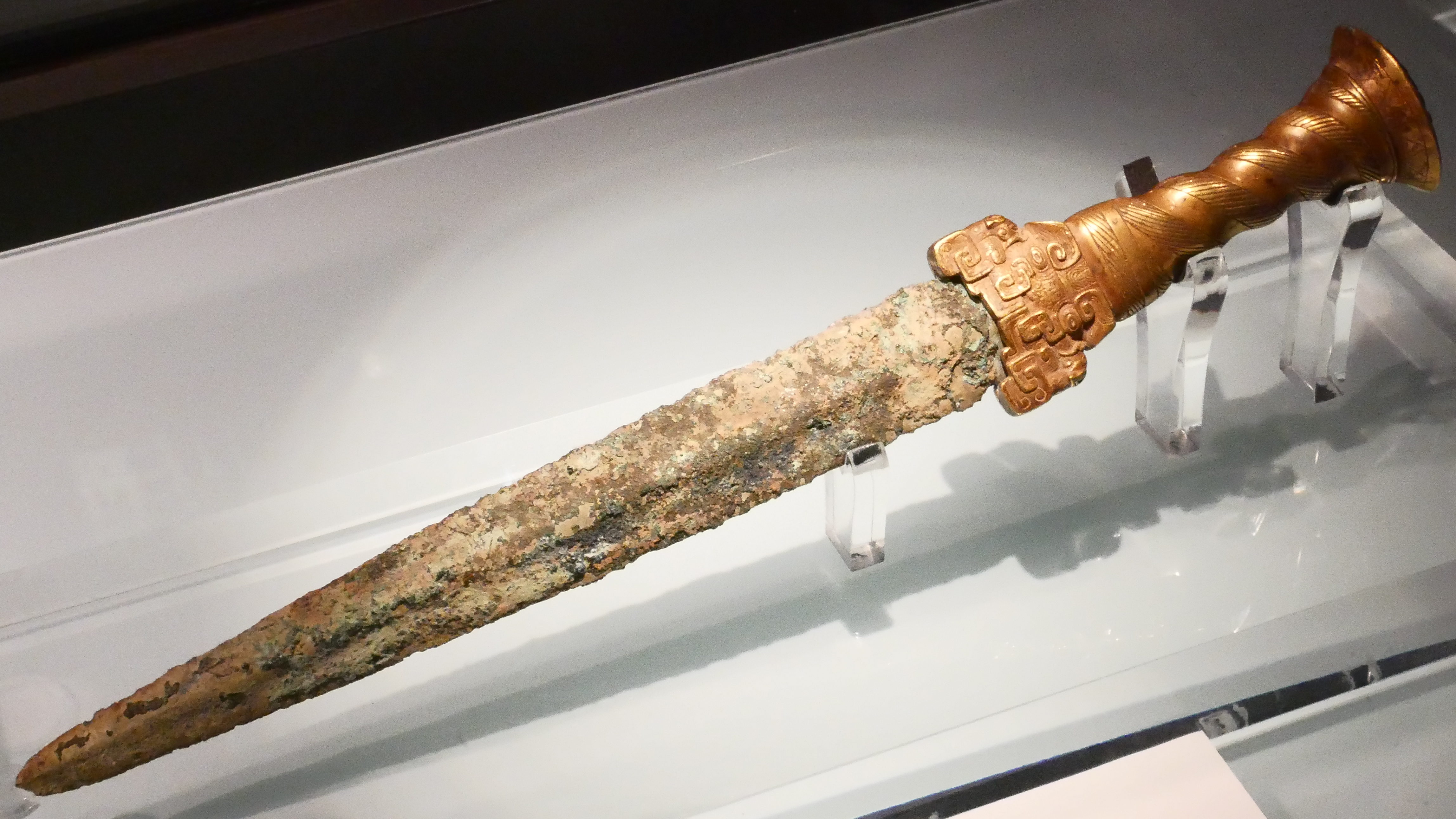
琉璃閣甲墓（河南省新鄉市輝縣市城關街道東關社區）出土金柄銅短劍。劍柄部分為金質，劍首中空，呈橢圓形，飾細膩繁複的蟠螭紋，劍格處飾饕餮紋，左右兩側各有一趴伏小獸，莖作螺旋狀紋。

在中華文化中，劍與刀是兩種不同的兵器。劍是滿足「雙鋒」、「直型」、「尖頭」等特徵的刃具。刀則是「單鋒」、直彎型態不拘的刃具。在英文語境中則不區分劍與刀，「劍」（Sword）平時是指直型雙刃的劍，但包括了「單鋒的劍」（Single-edged sword）。日本更不區分劍與刀，因為日本文化短兵器歷來只有武士刀，直刃的忍者刀也只是以武士刀為基礎的變體，打刀、太刀、脇差也只是大小長短不同的武士刀，因為樣式單一所以對日本文化來說刀劍同義。

## 歷史
人类自从铜器时代起开始使用带刃的武器。早在公元前2世纪，人类就可以制造类似于匕首的武器。在铜器时代，由于无法突破铜的抗张强度，超过90公分的剑是几乎无法见到的。人们需要找到一种比铜更硬的金属才能造出更长的剑。剑柄最开始只是一个简单的把手，防止使用者被剑刃割伤。世界上许多文明都早从青铜时代开始就使用剑这种武器了，是從匕首演變而來的。青铜时代的劍約在西元前1600年。鐵器時代的劍不長，而且沒有劍身與劍柄之間的劍格。

### 東亞

#### 銅器時代

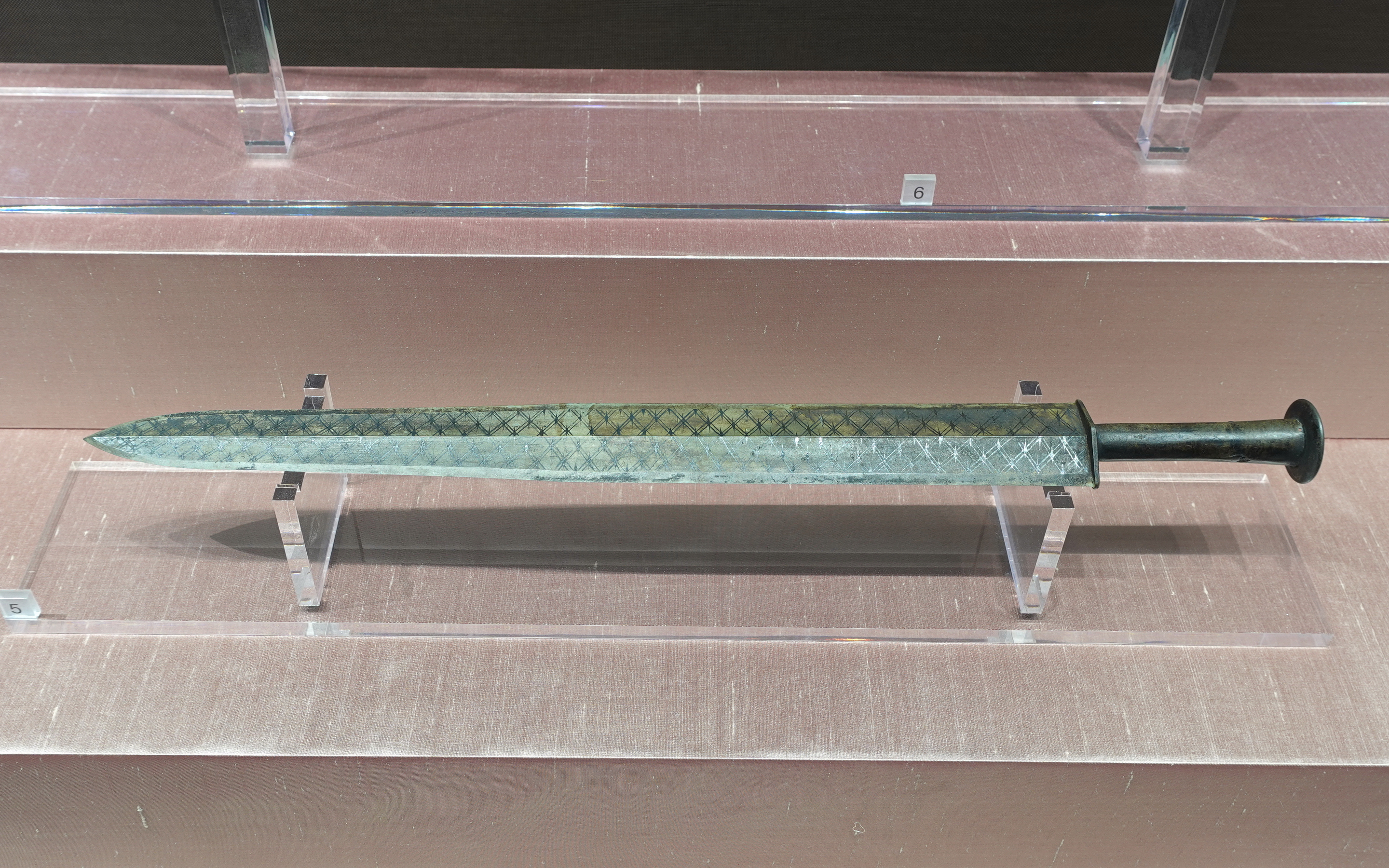
菱形暗格纹剑•春秋晚期

中國最早期的剑是用玉或石製造的，青銅劍出現於商代，商代也开始有製剑的史料记载。西周時期中原地區以車戰為主，劍在當時是作為弓矢、長兵器之後的近戰短兵器，處於輔助的地位。在吳、越等地區則不同，水網縱橫，多山林，近身戰使用短兵器的機會較多，是以將劍作為主要武器，春秋時期的名劍也因此大多出於這些地區，例如越王勾踐劍。戰國時期車戰衰落，步戰興起，青銅劍成為步兵的標準裝備之一。隨著劍在戰爭中的地位上升，劍的長度也逐步加長，從春秋到戰國早期的約50公分到秦始皇時期的80至90公分。東周時期盛行佩劍之風，劍身上的裝飾也日益華美。

#### 鐵器時代

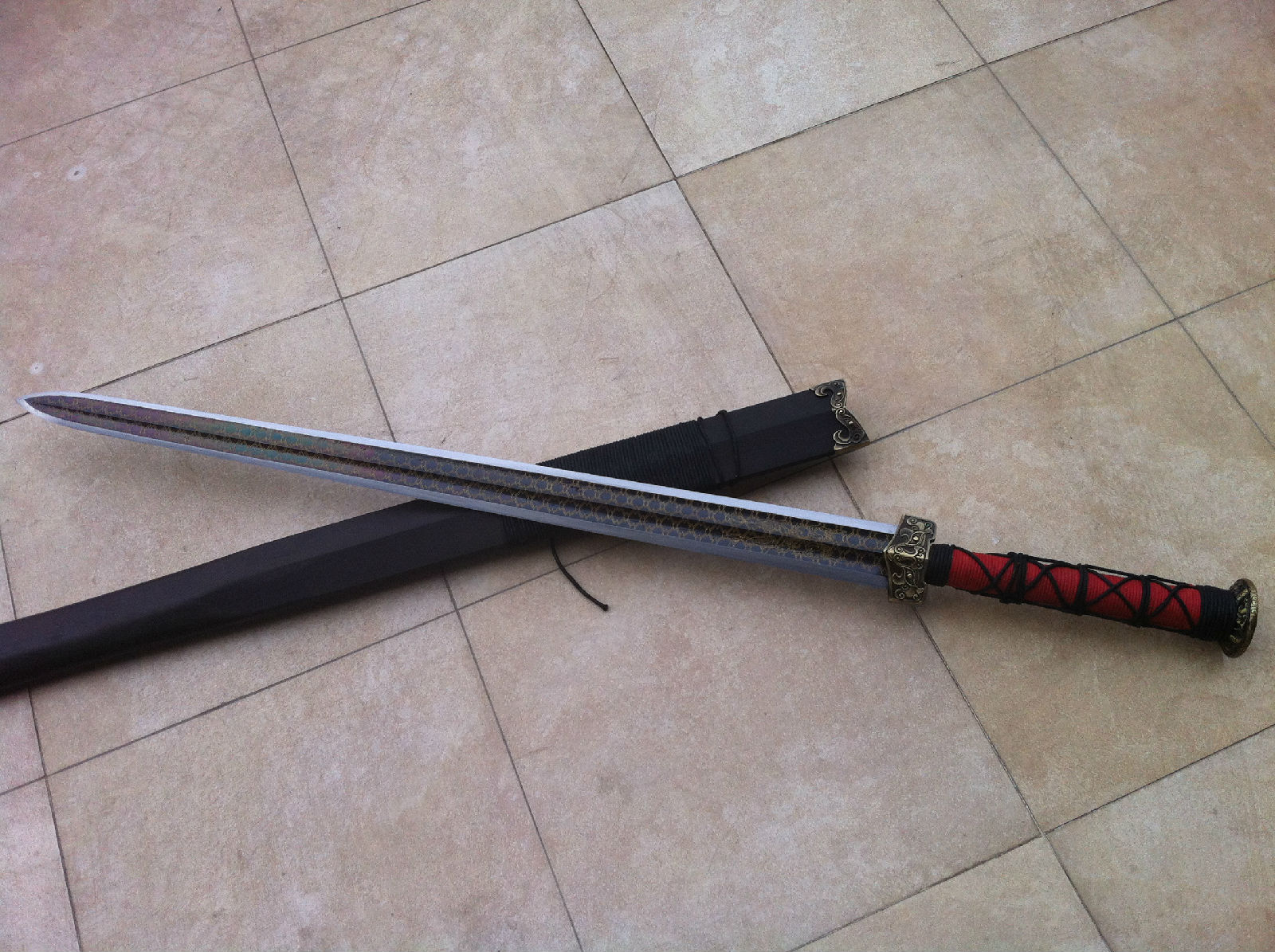
汉剑

中国的铁剑自西周晚期就已经出现，戰國時期开始，隨著冶鐵技術的發達而大量应用，這時楚國與韓國名劍滿天下，長度從80公分至140公分的皆有。出土的鐵劍則以楚國與燕國地區較多。戰國時期還出土了少量的鋼劍。
西漢前期，鐵劍完全取代了青銅劍。冶煉技術也有很大的提高，出現了「卅煉」、「五十煉」、「百煉鋼」等冶煉工藝。西漢前期也出現了著名的環首刀，西漢晚期鐵劍仍有大量使用，與環首刀並存。至東漢晚期，環首刀完全取代了鐵劍，成為戰場上的主流武器。
日本古墳時代出土兵器有雙刃的鐵劍與單刃的直刀，約5世紀末鐵劍被淘汰，古墳後期之後的兵器以直刀為主，後逐步演化為刀身彎曲的日本刀。因剑在日本消失，现代日本剑术、剑道所称的“剑”，实际上为单刃的刀。

### 西亞

#### 鐵器時代
赫梯人是最早使用铁剑的文明之一。波斯的安息和萨珊王朝时期，铁剑已经普及。

#### 中世紀
中東和北非及南亞，實際上幾乎完全廢止了使用直型劍，完全地以刀作為軍人個人的武器。

### 歐洲

#### 銅器時代
歐洲地區的地中海、黑海以及西亚地区的剑是典型的柳叶刃，北欧地区的剑则是螺旋型的。

#### 鐵器時代
铁剑在公元前13世纪的鐵器時代开始普及。希腊迈锡尼文明以及原始凯尔特语族的初铁器时代文明（公元前8世纪）與赫梯人同屬最早使用铁剑的文明。铁剑，由于对原料的充分利用而被进行大规模生产。早期的铁剑要比后来的钢刃剑差很多，由于很脆，铁剑甚至还不如一些好的铜剑，不过铁剑的优势在于制作简单，材料利用率高，这使得整只军队都能用上这种金属武器（不过埃及军队早在铜器时代就已全军装备铜剑）。
后来，铁匠们发现只要在铁熔炼时加一些木炭等碳素，就能製出一種更强的合金。全世界製劍的方法有很多，其中使用最广泛的便是鑄造法。
在希腊、罗马的古典时代，铁剑已经普及。希腊剑和羅馬短劍是这一时期典型的剑型，长度通常在60到70厘米。到了罗马帝国後期出現了稱為Spatha的劍（这期间在君士坦丁堡出现了使用Spatha的贵族阶层Spatharius）。至此，長劍时代来临了。

#### 中世紀

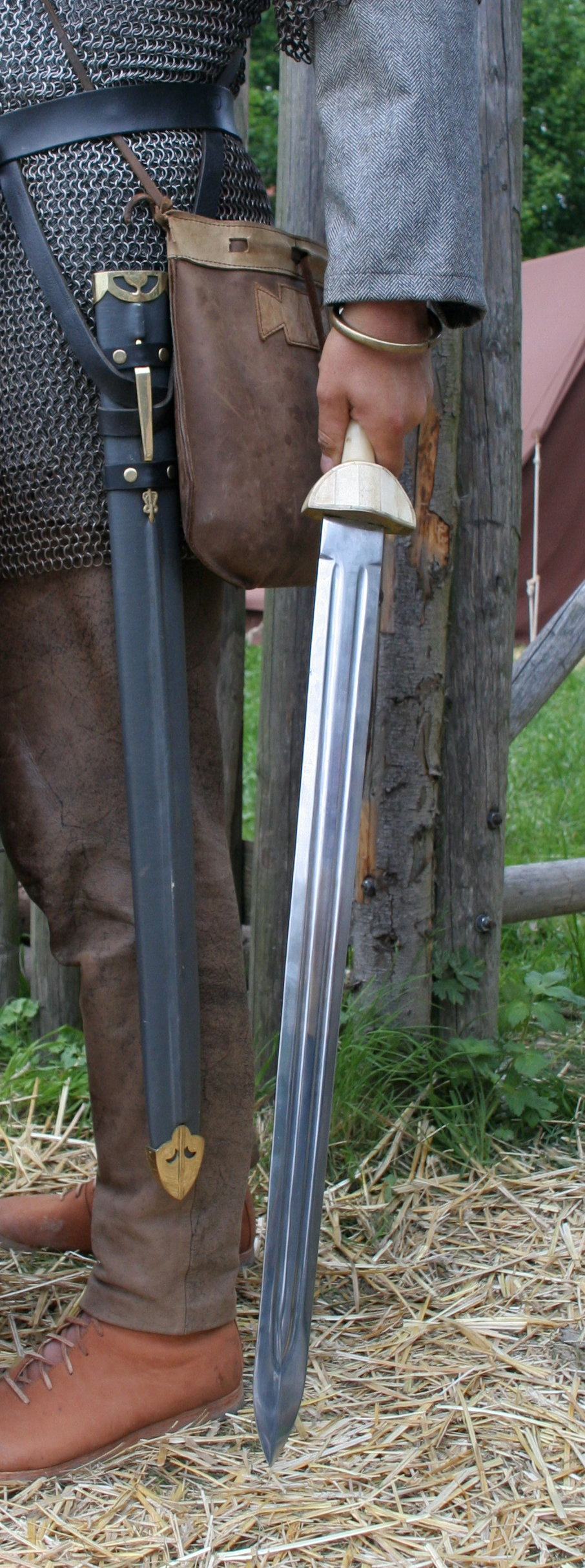
现代爱好者还原的Spatha剑

晚期羅馬軍隊用的羅馬長劍是中古時期歐洲劍的前身，最早演變為大遷徙時代剑，在中世紀中期演變為有劍格的騎士劍。中世紀中期至晚期的劍型分類，在學術界較為通行的分類法為Oakeshott類型學。
Spatha剑在民族大迁徙时期甚至完全进入中世纪时都很普及。Vendel时期Spatha剑被用日耳曼式的花纹装饰（并非日耳曼仿罗马花纹）。维京时期产生了更多标准化生产的剑，但是剑型依然是以Spatha为模板的。
直到11世纪的诺曼剑才创造了锷叉（Quillon）和十字型护手（Crossguard）。12到13世纪的十字军使用的武器就是这种形如十字架的剑，改动主要是使剑柄圆头更尖。这些剑的攻击方式被设定为砍杀，不过装甲上的被砍杀点也同时进行了加固。
歐洲僅用於受封儀式的慈悲劍或用於斬首的斬首劍（沒有戳刺的需要）是無劍尖的劍，而單鋒劍則是只有單面開鋒的劍。

#### 中世紀晚期至文藝復興時期
14到16世纪，随着装甲的改变，新式剑的出现越来越频繁。最主要的改变是剑柄和剑刃的加长导致双手剑的出现。在15世纪，这种双手剑被称为langes Schwert（德语）或是spadone（意大利语），意为长剑。长剑由于其攻击范围以及刺和砍的能力增强，越来越受欢迎。15到16世纪，有大量的战斗手册介绍如何使用双手剑。另一种改变是出现了专门对付盔甲的刺甲剑（estoc）。刺甲劍為一種特化型的雙手劍，铠甲的薄弱处是连接金属板的地方，这些地方使用绳或皮革连接，底下有時覆有鎖甲，刺甲剑可轻易刺穿而不被弹飞。因此刺甲剑也是风靡一时。长剑的旺盛生命力来源于它有极强的攻击范围、刺与砍兼有的多用性。
16世纪，日耳曼長劍Doppelhänder （現改稱Zweihänder，意為使用雙手）終止了劍的增長化傾向（主要是由於鎧甲的衰退以及輕火器的興起），中世紀早期盛行的單手劍再度流行。
從16世紀開始，歐洲地區逐漸發展出包括隨身劍、護手刺劍、籠手劍等多種劍型。
由於市民武裝權的普及，以及兵器製造成本降低，平民在日常生活中佩戴劍的比例持續提升。而在日耳曼地區，由於武力為自由市唯一的自保力量，自中世紀晚期開始，為了確保自由市的武裝力量充足，攜帶武裝為自由市公民的義務。不願攜帶武器的市民不僅將失去投票權，更可能導致罰款、監禁或驅逐等處罰。在一些自由市中，未備有武器的市民將無法結婚。由於日常生活中無法輕鬆攜帶長柄武器或弓弩火槍，一般市民只能攜帶刀劍出門。
由於一般平民使用劍，主要是在無裝甲的防身與決鬥場合，加上一般平民不會隨身攜帶盾牌，使得握劍手被攻擊的可能性大幅提升，導致了單手劍的護手出現了大幅度的演進。
許多劍的護手開始在原有的十字型護手增加額外的金屬支撐來保護使用者的手，一些長劍也開始出現這些特徵。並且一些較為偏向平民攜帶的劍開始出現例如像西班牙偏向刺擊為主的"Espada Roper"，並且由中世紀單手劍演化而來較為偏向軍事用途的籠手劍也開始出現。
隨身劍（side sword）為現代研究者提出的分類概念，用以描述介於中世紀武裝劍與護手刺劍的兵器，擁有較長的劍身與複雜式護手，仍然保持斬刺並用的特性。16世紀初誕生的護手禮劍的重量與單手劍差不多，但將劍身拉成細長狀，護手禮劍多以刺擊為主，但多數仍保留足夠的斬擊與割擊能力，在許多流派的護手禮劍技法中也保有斬擊與割擊的技術。隨身劍與護手禮劍間沒有嚴格二分的界線，而是一種相對性的描述概念。
另外此時期也有一種稱為戰爭禮劍（War Rapier），具有較強斬割能力的亞類型，廣泛的被運用在騎兵團或各種軍隊中使用。
使用隨身劍、護手禮劍以及籠手劍這類有著先進護手保護的劍，讓用劍者不需要一直留意保護握劍的手，同時期記錄的用劍方法也利用了這個改變，改用了更加侵略式，將手伸到身前的準備姿勢。
该时期是剑最普及，地位最高，近战格斗中效果最好的时期，同时，剑在战争中的决定作用也随着科技进步而衰退。不过，剑依然是普通人防身的最佳选择。

#### 近代
近代時西方的劍演變為包括spadroon及小劍等多種類型。
在17世紀中期到18世纪，護手禮劍演變成短小並且失去劈砍能力的小劍（Small Sword），在演變階段的過度劍型稱為「轉換期護手禮劍(transitional rapier)」，它們可能具有護手禮劍的長度，但缺乏劍刃；或是小劍的長度，但保留斬割能力，以及其他可能的設計。
小劍在18~19世紀時成為決鬥與防身為主的武器，较短的佩剑开始风靡整个欧洲，成为紳士和军官的首选配饰。多數軍人在戰場上會配備籠手劍或隨身劍，但也有不少軍官會選擇小劍作為戰場兵器使用。同時，另有一種被稱為spadroon的輕量化斬刺兩用劍，在戰場被人使用。在拿破崙戰爭及其後，由於籠手劍與軍刀的盛行，一度引起英國老派軍官的不滿，威靈頓公爵便曾在私人書信中抱怨，年輕軍官追求時尚的兵器，低估了輕快而致命的老派武器小劍。
19世紀晚期，西方的劍演變變成儀式武器或是击剑運動中用到的武器之一。然而直到一戰時期，都仍有壕溝戰使用各式配劍交戰的少量紀錄。
在殖民主義時代歐洲人开始给“佩剑”加上弧度，稱為saber（軍刀或馬刀）仍然被定義為劍的分支。
在剑退出时尚的行列之后，手杖代替了它的位置。例如，在手杖中隐藏的刀剑。法国武术la canne就是将藏有刀剑的手杖作为武器的。
剑在即将退出历史舞台之时，扮演的角色从战士身上退到平民的腰间，过去在战争中举足轻重的地位已被火器替代。即使是作为个人的防身武器，剑在19世纪初就已尽失优势，而被轻便的手枪替代。
一战后的很长一段时间，剑都是部队的必备装备。但到了二战时期，除了肉搏战中会使用剑之类的冷兵器，其他战斗都是由枪炮完成的。
现在，剑只出现在军队指挥官的行军服和正装上或是歐洲国家保留的重装骑兵的装备中，主要作為仪式典礼的用途。

## 種類

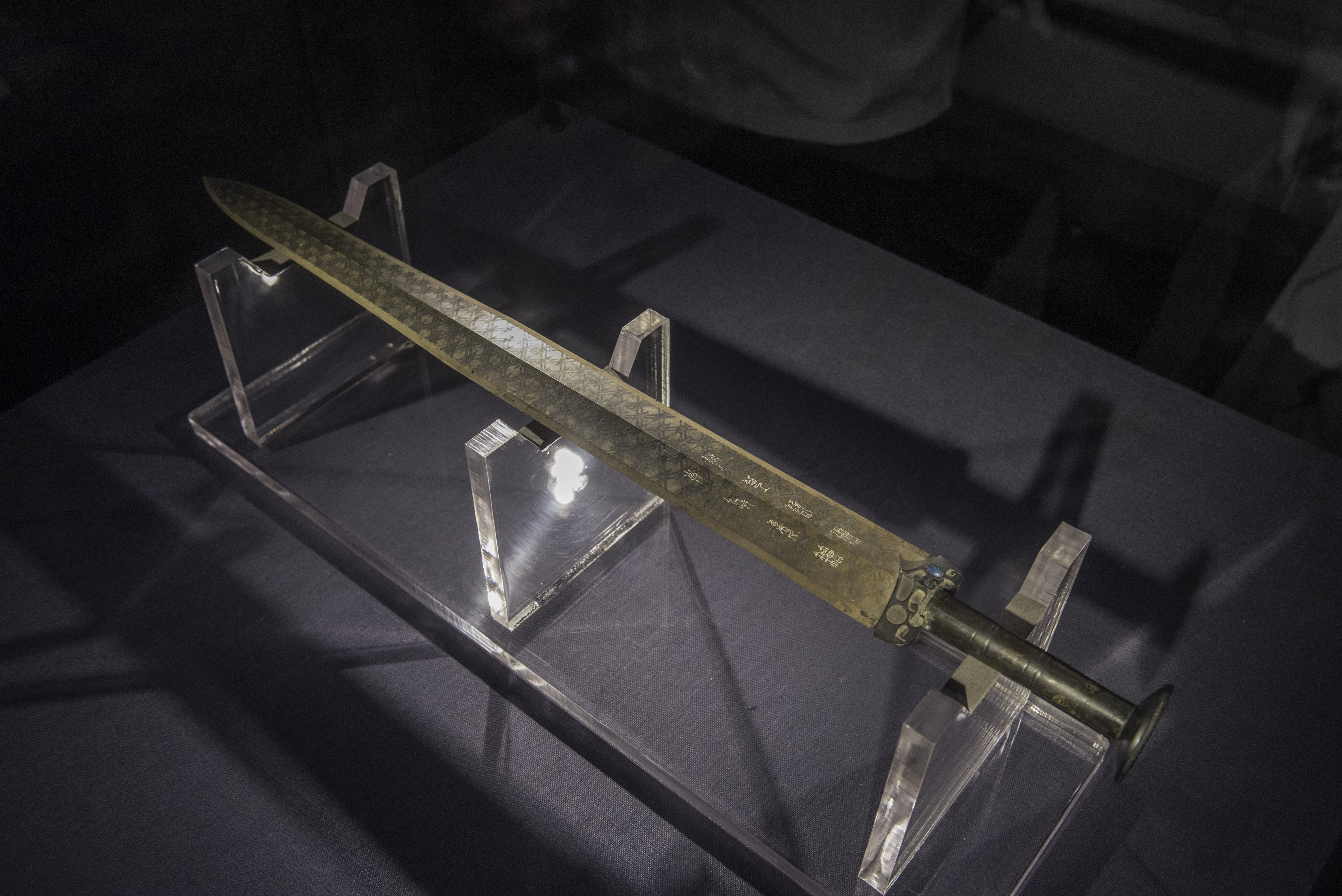
古代中國越王勾践剑

- 中國劍
- 日本剑（英语：Tsurugi (sword)）
- 馬來短劍
- 希腊剑（英语：Xiphos）
- 罗马短剑
- Spatha（英语：Spatha）
- 大遷徙時代剑（英语：Migration period sword）
- 維京劍（英语：Viking sword）
- 武裝劍（英语：arming sword）
- 長劍
- 變種劍
- 德國雙手劍（英语：Zweihänder）
- 德式鬥劍
- 籠手劍
- 蘇格蘭闊刃大劍
- 護手刺劍
- 小型劍
- 佩劍
- 花劍
- 重劍
- 黑曜石鋸劍（英语：Macuahuitl）

## 结构
最基本的剑法延续了数千年从未改变，但剑术却因时代和地域而改变。神话、小说和现实中的许多名剑展现了剑在当时极高的地位。一把剑通常由「剑身」和「剑柄」两部分组成。剑身包括前段、中段、後段，前段為首。中段分為身、脊、縱。後段分為末、鋒、尖。剑柄分為劍顎、護手、莖環、莖。剑首可分為環、後鼻。後鼻可以繫「剑穗」。「剑鞘」分為鞘口、護環、劍鞘、劍鏢四個部份，可以套在剑身上，有保护剑身和方便携带的作用。劍在收納時通常有製作精美之「劍衣」來保護存放。

### 剑身
剑可以做出三种攻击：砍、割和刺。細分有二十種使用法：錯、掛、攢、劈、沉、弸、斬、撥、截、刺、削、砍、戳、摸、撩、纏、拋、托、剪、挑、欄。剑刃有单刃和双刃之分（西洋剑），还包括后来的剑尖双刃的单刃直型佩剑。
不同的剑有不同的剑术，简单来说，长剑或是剑的中后部可用来割或直击，而短剑或剑锋用来反手击。有的剑可通过手的位置进行长剑和短剑的转变。
剑刃上的血槽可以减轻重量但不减强度和硬度，与工字鐵的原理相似。剑总是向剑锋渐细，锋利的尖端可用来刺。

### 剑柄
剑柄是与剑刃连在一起并可让人操纵剑的部分，包括了把手、剑尾圆头和护手（護手在中國稱為格），护手可以是一字型、十字型（西洋剑）或是半圆型（佩剑）的。剑尾圆头只在西洋剑中出现，可以增强平衡性，中式剑中只有一个带环的钝头，可用来繫剑穗。
柄脚就是剑刃包裹在剑柄内的部分。

### 剑鞘
剑鞘主要是用来保护剑刃。在人类历史中，剑鞘曾用皮革、木材、以及铜铁等金属材料充当。剑刃进入鞘的地方叫做鞘口，这一部分比剑鞘本体要宽，方盒状，上面有个小环或是圆扣便于携带。皮革剑鞘在保护剑端部分通常使用金属或金属环包裹，以免剑鞘被穿通。

## 文化
在东方和西方文明中，剑都是一种地位比较高的武器。在中国古代，剑被称作“百兵之君”，武术中有“百日刀，千日槍，萬日劍”的说法。剑也常常被当作一种高贵的装饰品，通常不只是練武之人，从帝王到士人都習慣佩剑以显示身份。此外，剑也被当作一种仪式道具，比如在中国道教仪式中，剑常常被作为一种降伏妖魔的法器。在欧洲，剑被用于册封爵士與骑士，这个习惯一直流传到今天。
劍是軍事榮譽的象徵，也代表自由及力量。新約聖經曾用劍代表上帝的話（希伯來書四章十二節）。在神話、文學或是歷史中看到許多的劍的名字可以反映武器及其擁有者的威望。
部分心理學理論提到，劍象徵著人類的陽具；對劍的推崇與喜愛中，往往隱含著某種程度的陽具崇拜情節。

## 傳說及神話

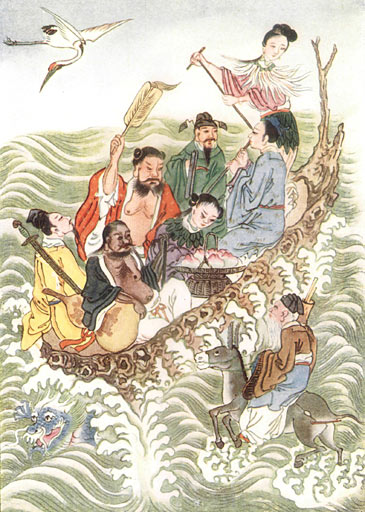
八仙過海，左側後面的呂洞賓就是騎在劍上過海

道教的許多神仙就和劍有關，例如玄天上帝或純陽帝君（呂洞賓），佛教的不動明王與文殊菩薩也有持劍，象徵智慧，稱為焰劍，其餘護法神持劍者不勝枚舉。
在武俠小說及電影中常出現劍，用劍的技巧可能是實際有效的，也有可能是超自然的。尋找劍或類似主題的過程也可能是小說或電影的主要劇情之一。例如李安的電影《臥虎藏龍》其主題之一就是找回被偷走的「青冥劍」。
中國民間故事在各地有劍泉傳說，也就是將劍插入地中就產生水泉的傳說。越南則有黎利與還劍湖的傳說。

## 延伸阅读
[在维基数据编辑]

## 外部連結
- 鄧聰：〈人面弓形格铜剑雏议（页面存档备份，存于）〉。